# خانه یاسمنی
خانه یاسمنی مربوط به دوره پهلوی اول است و در فریمان، میدان امام خمینی، خیابان طالقانی، کوچه یاسمنی واقع شده و این اثر در تاریخ ۵ تیر ۱۳۸۴ با شمارهٔ ثبت ۱۱۹۱۹ به‌عنوان یکی از آثار ملی ایران به ثبت رسیده است.